# Стрениус, Патрисия
Патрисия Стрениус (род. 23 ноября 1989 года) — шведская тяжелоатлетка, двукратная чемпионка Европы 2018 и 2022 годов, призёр чемпионата мира 2021 года и чемпионата Европы 2019 года. Участница летних Олимпийских игр 2020 года в Токио. 

## Карьера
В 2015 году приняла участие в чемпионате Европы, где заняла 8-е место. Выступала в весовой категории до 63 кг, взяв вес в сумме двоеборья 193 кг. В этом же году выступила на чемпионате мира и стала 17-й. 
В 2017 году на чемпионате мира в Анахайме заняла итоговое седьмое место в категории до 69 кг установив результат в сумме двух упражнений 221 кг.
На чемпионате Европы 2018 года, в Бухаресте, шведская спортсменка по сумме двух упражнений стала чемпионкой в весовой категории до 69 кг, сумев зафиксировать результат 230 кг.
На чемпионате Европы 2019 года, в Батуми, Патрисия по сумме двух упражнений стала бронзовой медалисткой, сумев зафиксировать результат 233 кг. В упражнении толчок она завоевала малую бронзовую медаль (132 кг).
В декабре 2021 года приняла участие в чемпионате мира, который состоялся в Ташкенте. В весовой категории до 71 килограмма, Патрисия по сумме двух упражнений с весом 231 кг завоевала Бронзовую медаль. В упражнении толчок она завоевала малую бронзовую медаль (104 кг).
На чемпионате Европы 2022 года, который проходил в мае-июне в Албании, шведская спортсменка завоевала чемпионский титул в категории до 71 килограмма. Её результат по сумме двух упражнений составил 224 килограмма. 

## Достижения
Чемпионат мира
| Результат | Вес       | Год  | Место соревнований  | Рывок | Толчок | Общий вес |
| Бронза    | до 71 кг. | 2021 | Ташкент, Узбекистан | 104,0 | 127,0  | 231,0     |

Чемпионат Европы
| Результат | Вес       | Год  | Место соревнований | Рывок | Толчок | Общий вес |
| Золото    | до 69 кг. | 2018 | Бухарест, Румыния  | 99,0  | 131,0  | 230,0     |
| Бронза    | до 76 кг. | 2019 | Батуми, Грузия     | 101,0 | 132,0  | 233,0     |
| Золото    | до 71 кг. | 2022 | Тирана, Албания    | 94,0  | 130,0  | 224,0     |